# William Jelley
William Jelley ou Guillaume Émile Victor Jelley (Bruxelles, 16 octobre 1856 – Anderlecht, 5 octobre 1932) est un architecte, peintre, sculpteur et poète belge de l'époque Art nouveau.

## Biographie
Guillaume Jelley emprunte pour signer ses plans d'architecture le prénom de son grand-père menuisier William Jelley, d'origine britannique, qui, après avoir été blessé à la bataille de Waterloo, fut soigné à Bruxelles où il se maria.
Jelley reçoit sa formation de peintre à l'Académie des beaux-arts de Bruxelles de 1883 à 1885.
Il joue un rôle important dans les cercles d'artistes de la fin du XIXe siècle à Bruxelles : il crée le groupe « Pour l'Art » auquel adhéreront entre autres Pierre Braecke, Paul Hamesse et Paul Hankar et devient, plus tard, l'acteur principal des cercles « L'Effort », « Les Indépendants » et « L'Atelier Libre Labor ».
En tant que peintre, il peint des paysages et des natures mortes dans le style impressionniste, à l'huile ou à l'aquarelle.
En tant qu'architecte, il réalise plusieurs habitations de style Art nouveau et éclectique à Bruxelles.
Vers 1894, il habite place des Milices 7 à Bruxelles. Il est alors marié avec Adrienne Bruyère, écrivaine et peintresse de natures mortes, épouse en premières noces d'Alphonse Van Damme et mère de Daniel Van Damme, fondateur du musée de la Maison d'Érasme à Anderlecht.

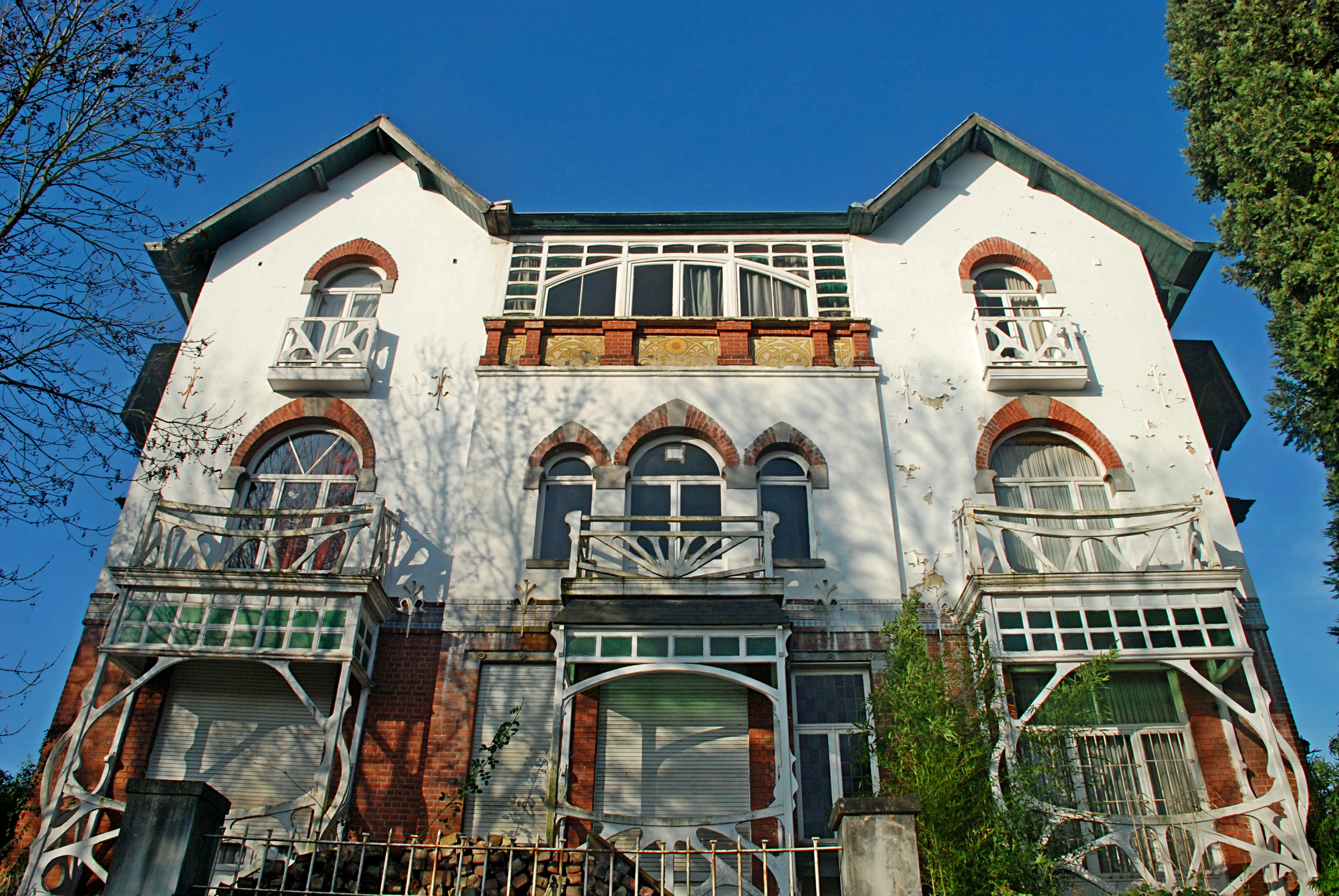
Double villa Art nouveau, avenue des Taillis 11-15.

## Expositions de peinture
- 14e exposition de L’Essor, Bruxelles ;
- Salon 1894 à Ostende : Ecce Homo (huile) ; Nocturne et Soir de lune (aquarelles) ;
- 1903, Anvers (Kon. Maatschappij van Aanmoediging van Schone Kunsten), exposition d'aquarelles, pastels et eaux-fortes (entre autres Nuit calme et Après la pluie)
- 1914, Bruxelles : « Great Zwans-Exhibition », exposition satirique.

## Réalisations architecturales

### Les villas de style Art nouveau de l'avenue des Taillis
En 1899, William Jelley réalisa un bel ensemble constitué de deux doubles villas Art nouveau situées face à la gare de Watermael-Boitsfort dans la banlieue de Bruxelles, aux numéros 7-9 et 11-15 de l'avenue des Taillis.
Ces villas sont inscrites comme ensemble sur la liste de sauvegarde des monuments historiques de la Région de Bruxelles-Capitale depuis le 5 février 1998 sous la référence 2328-0042/0.
L'ensemble le plus réussi et le plus impressionnant est sans conteste la double villa qui occupe les numéros 11 à 15.
Cette villa présente une maçonnerie de briques rouges apparentes au rez-de-chaussée et une maçonnerie enduite peinte en blanc aux étages.
Cette façade tripartite est constituée d'un corps central en légère saillie flanqué de deux ailes à pignon. Au bel-étage, chacune des trois ailes présente une loggia ouverte aux boiseries courbes typiques de l'Art nouveau floral. Ces loggias mêlent intimement les fonctions portantes et ornementales dans le plus pur esprit Art nouveau. Les loggias des ailes latérales, plus amples, présentent des boiseries débordantes qui en prolongent les courbes.
Le premier étage est orné de balcons sur lesquels donnent des portes-fenêtres surmontées chacune d'un arc de briques rouges à intrados cintré et extrados ogival. Ces arcs, plus étroits à la base qu'au sommet, possèdent des impostes et une clé d'arc en pierre bleue. La porte-fenêtre de l'aile centrale est flanquée de fenêtres à arc semblable avec lesquelles elle forme un triplet.
Au deuxième et dernier étage, le contraste se renforce entre l'aile centrale et les ailes latérales : alors que ces dernières sont percées de fenêtres à arc ogival légèrement outrepassé et à petit balcon, l'aile centrale est percée d'une vaste fenêtre rectangulaire dans laquelle s'inscrit une boiserie en forme d'arc surbaissé. L'allège de cette baie en bandeau est ornée de sgraffites au motif floral séparés par de petits pilastres en briques apparentes.
Les villas sont surmontées de toitures débordant largement de la façade et soutenues par des consoles en bois triangulaires qui caractérisent les villas de campagne.
La villa située au numéro 11 (aile droite) possède un remarquable portail Art nouveau au motif d'éventail.
|  |  |  |  |

La double villa Art nouveau des numéros 7 et 9 de l'avenue des Taillis, bien que plus modeste, n'en est pas moins très semblable à sa sœur des numéros 11 à 15. À première vue, elle semble fort différente mais, en fait, la différence se résume essentiellement à l'absence d'aile centrale. Les deux ailes de cette villa sont en tous points semblables aux ailes latérales du bâtiment précédent sauf pour quelques points de détail : ici, les loggias et balcons sont peints en vert et l'enduit des niveaux supérieurs de l'aile gauche est de couleur beige et non blanche.
|  |  |  |

### Les villas de style éclectique de l'avenue des Gerfauts

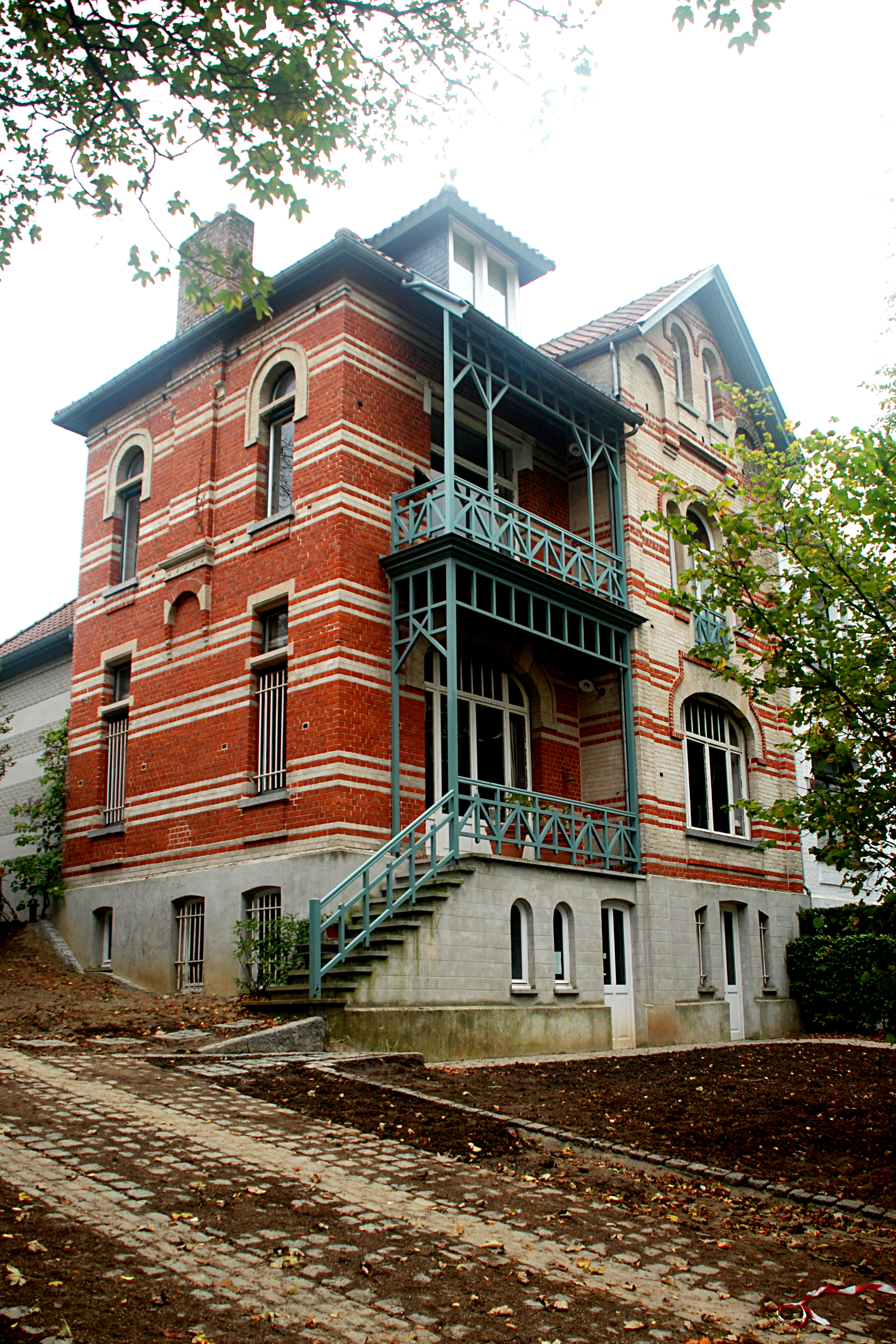
Avenue des Gerfauts n°13.

En 1904, Jelley édifia aux numéros 9, 11 et 13 de l'avenue des Gerfauts à Watermael-Boitsfort trois villas d'un style éclectique inspiré par le cottage anglais et teinté d'Art nouveau.
Les façades, toitures et jardins de ces villas sont classés comme ensemble depuis le 23 novembre 2000 sous la référence 2328-0016/1.
La villa n°13 est très bien conservée. Elle présente un soubassement de pierre bleue percé de petites portes de cave à arc surbaissé. Une des portes est flanquée, comme souvent dans l'Art nouveau, de deux étroites fenêtres dont le linteau oblique prolonge le mouvement de l'arc de la porte.
Au-dessus de ce soubassement, les façades présentent une polychromie du plus bel effet obtenue par l'alternance de briques de couleur rouge et crème : bandeaux de briques de couleur crème sur fond de briques rouges pour la travée de gauche et l'inverse pour la travée de droite.
La travée de gauche, en retrait, est prolongée par des balcons en forme de loggia peints en vert tandis que la travée de droite présente des baies variées : baie à arc en anse de panier au bel-étage, triplet de baies cintrées au premier étage et baies cintrées jumelées au niveau du pignon.
La villa n°11, très altérée, a perdu son pignon, sa lucarne, ses balcons et son soubassement et a été défigurée par un badigeon blanc, par une annexe construite en avant de la travée de droite ainsi que par un garage.

### Autres réalisations architecturales
- 1889 : maison personnelle square Armand Steurs, n° 1 (alors "rue des Moissons").
- 1898 : maison rue Van Campenhout, 27 à Bruxelles.
- 1900 (?) : maison rue des Saisons 93 à Ixelles.
- Maison Désirotte, rue Charles-Quint, 120, de style Art nouveau.

## Archives
- Maison d'Érasme, fonds Daniel Van Damme.